# Push (canción de Matchbox Twenty)
«Push» es una canción de la banda Matchbox Twenty y su primer sencillo de gran éxito. Después de que la canción «Long Day» fuese transmitida en varias emisoras de rock, esta abrió el paso para que el tema «Push» alcanzara las primeras posiciones en la lista de éxitos Alternative Songs de la revista Billboard.
Cuando la canción fue publicada, algunos grupos feministas estaban indignados con la letra y reclamaron que la canción trataba sobre el abuso a las mujeres. Sin embargo, Rob Thomas, uno de los miembros de la banda indicó que el hombre descrito en la canción —ya sea el o alguien ficticio— era el que estaba siendo abusado, de formar emocional o física, por las mujeres. Su estilo abarca el rock alternativo, el pop y el post-grunge.